# Тропические страны на зимних Олимпийских играх
Хотя зимние Олимпийские игры традиционно ассоциируются с северными нациями, в них участвовали и тропические страны. Типичный климат этих стран не связан с участием в зимних видах спорта, и они никогда не выигрывали медалей. Возможно, поэтому они всегда привлекали повышенное внимение и интерес зрителей во время Игр.
Первой из стран с тёплым климатом, участвовавших в зимних Олимпиадах, стала Мексика. Строго говоря, большая часть её территории расположена к северу от тропика Рака и находится в зоне пустынь и полупустынь, поэтому Мексику нельзя назвать исключительно тропической страной. Тем не менее дебют Мексики состоялся в 1928 году, в Санкт-Морице, с бобслейной командой из пяти человек, занявшей одиннадцатое место из двадцати трёх. Затем Мексика не возвращалась к зимним Олимпиадам до 1984 года.
Первой действительно тропической страной на зимней Олимпиаде были Филиппины, отправившие двух горнолыжников на зимние Олимпийские игры 1972 года в Саппоро, Япония. Бен Нанаска занял 42-е место в гигантском слаломе (из 73 участников), а его двоюродный брат Хуан Киприано даже не финишировал. В слаломе же не финишировал ни один из них.
Коста-Рика стала второй тропической страной, принявшей участие в Белой олимпиаде, — в 1980 году в Лейк-Плэсиде, где впервые выступил лыжник Артуро Кинч.
Он принял участие ещё в трёх Олимпиадах, включая Олимпиаду в Турине, несмотря на то, что в 2006 году ему было уже 49 лет. Тогда он финишировал 96-м на 15-километровой дистанции, обогнав лишь Правата Нагваджара из Таиланда.
На Играх 1988 года в Калгари участвовало большое количество тропических стран: Коста-Рика, Фиджи, Гуам, Гватемала, Ямайка, Нидерландские Антильские острова, Филиппины, Пуэрто-Рико, и Американские Виргинские острова.
Сборная Ямайки по бобслею стала любимцем публики на Олимпиаде и о них был снят впоследствии фильм «Крутые виражи».
В 2006 году на XX зимней Олимпиаде в Турине произошёл дебют Эфиопии и Мадагаскара.

## Список тропических стран, участвовавших в зимних Олимпийских играх

Карта мира с тропиками, выделенными красным

В этот список включены страны, лежащие преимущественно в тропиках и имеющие в основном тропический климат согласно классификации Кёппена
| Страна                           | Годы                       |
| -------------------------------- | -------------------------- |
| Африка                           |                            |
| Гана                             | 2010, 2018—2022            |
| Зимбабве                         | 2014                       |
| Камерун                          | 2002                       |
| Кения                            | 1998—2006, 2018            |
| Мадагаскар                       | 2006, 2018—2022            |
| Нигерия                          | 2018—2022                  |
| Сенегал                          | 1984, 1992—1994, 2006—2010 |
| Того                             | 2014—2018                  |
| Эритрея                          | 2018—2022                  |
| Эфиопия                          | 2006—2010                  |
|                                  |                            |
| Карибы                           |                            |
| Американские Виргинские острова  | 1988—2006, 2014, 2022      |
| Британские Виргинские острова    | 1984, 2014                 |
| Гаити                            | 2022                       |
| Доминика                         | 2014                       |
| Каймановы острова                | 2010—2014                  |
| Нидерландские Антильские острова | 1988—1992                  |
| Пуэрто-Рико                      | 1984—2002, 2018—2022       |
| Тринидад и Тобаго                | 1994—2002, 2022            |
| Ямайка                           | 1988—2002, 2010—2022       |
|                                  |                            |
| Латинская Америка                |                            |
| Боливия                          | 1956, 1980–1992, 2018—2022 |
| Бразилия                         | 1992—2022                  |
| Венесуэла                        | 1998—2014                  |
| Гватемала                        | 1988                       |
| Гондурас                         | 1992                       |
| Колумбия                         | 2010, 2018—2022            |
| Коста-Рика                       | 1980—1992, 2006            |
| Парагвай                         | 2014                       |
| Перу                             | 2010—2014, 2022            |
| Эквадор                          | 2018—2022                  |
|                                  |                            |
| Океания                          |                            |
| Американское Самоа               | 1994, 2022                 |
| Гуам                             | 1988                       |
| Тонга                            | 2014–2018                  |
| Фиджи                            | 1988, 1994, 2002           |
|                                  |                            |
| Азия                             |                            |
| Восточный Тимор                  | 2014—2022                  |
| Гонконг                          | 2002—2022                  |
| Малайзия                         | 2018—2022                  |
| Сингапур                         | 2018                       |
| Таиланд                          | 2002—2006, 2014—2022       |
| Филиппины                        | 1972, 1988—1992, 2014—2022 |

Также на Белых олимпиадах выступали и другие страны с тёплым климатом, которые расположены большей частью не в тропиках: Австралия (первая страна Южного полушария, выигравшая две золотые медали на зимней Олимпиаде — Стивен Брэдбери и Алиса Кэмплин в 2002), Бермудские острова, Гонконг, Индия, Тайвань (Китайский Тайбэй), Мексика, Новая Зеландия (первая страна Южного полушария, выигравшая медаль на зимней Олимпиаде — Аннелиз Кобергер 1992), Свазиленд, Уругвай, ЮАР и некоторые страны Северной Африки: Алжир, Египет и Марокко.